# Abadía territorial de Santa María Auxiliadora de Belmont
El abadía territorial de Santa María Auxiliadora de Belmont o abadía territorial de Belmont (en latín: Abbatia Territorialis B. Mariae Auxiliatricis de Belmont y en inglés: Territorial Abbey of Mary Help of Christians of Belmont) fue una circunscripción eclesiástica de la Iglesia católica en Estados Unidos. Se trataba de una abadía territorial latina, sufragánea de la arquidiócesis de Baltimore. Fue suprimida el 1 de enero de 1977.

## Territorio y organización

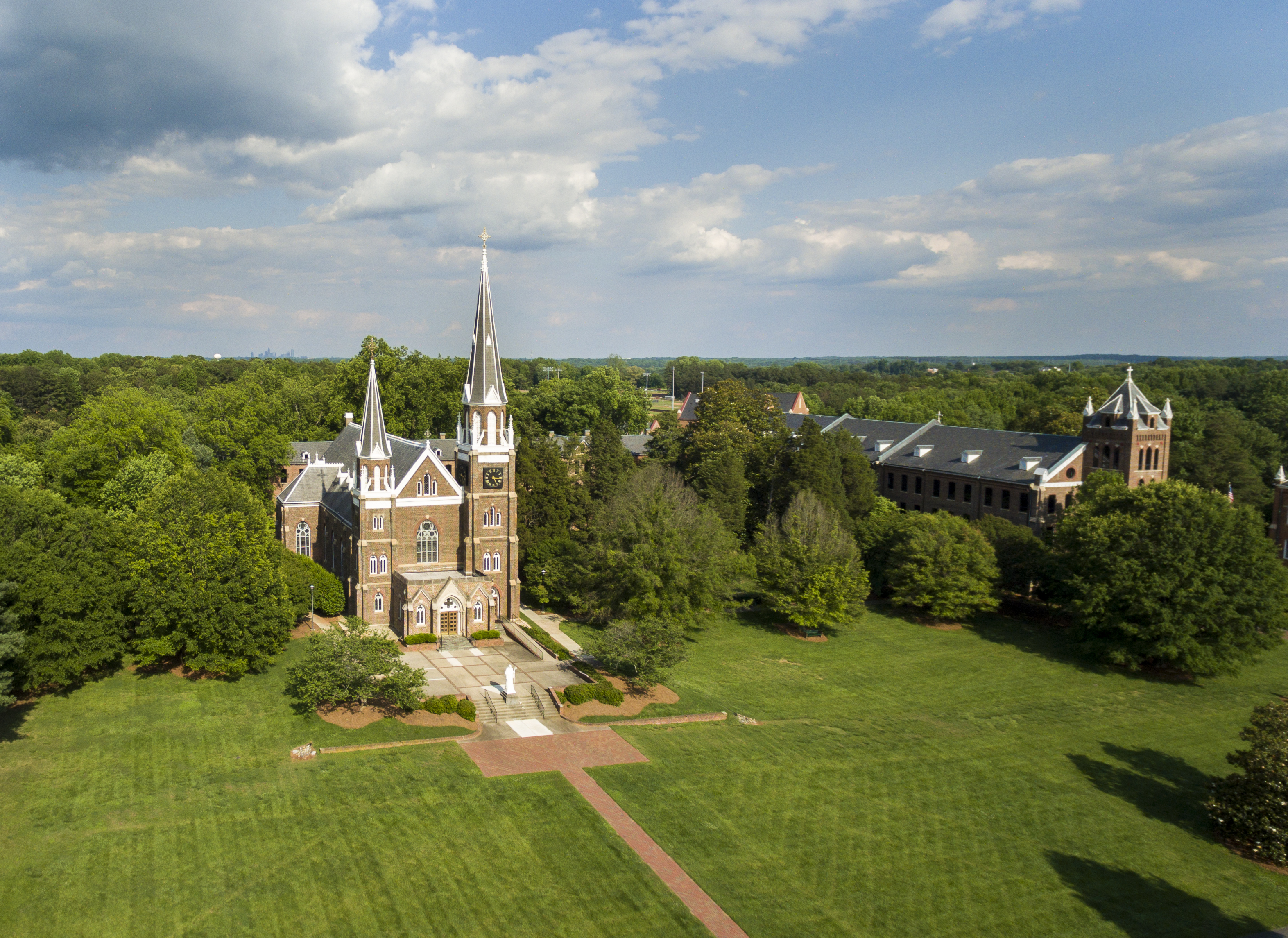
Belmont Abbey College, única universidad en Carolina del Norte afiliada a la Iglesia católica

La abadía territorial tenía inicialmente 8511 km² y extendía su jurisdicción sobre los fieles católicos de rito latino residentes en los condados de Gaston, Catawba, Cleveland, Burke, Lincoln, McDowell, Polk y Rutherford en el estado de Carolina del Norte. En 1944 se redujo solo el condado de Gaston (942 km²) y en 1960 solo los límites del terreno de la abadía.
La sede de la abadía territorial se encontraba en la ciudad de Belmont, en donde se halla la abadía de María Auxilio de los Cristianos, cuya iglesia abacial era la catedral, y hoy pertenece a la diócesis de Raleigh. El 27 de julio de 1998 el papa Juan Pablo II la declaró basílica menor.
En 1976 en la abadía territorial existía una parroquia, la propia abadía.

## Historia
La abadía de María Auxilio de los Cristianos fue fundada en 1876 y el papa León XIII la declaró oficialmente abadía el 19 de diciembre de 1884.
La abadía nullius fue erigida el 8 de junio de 1910 mediante el breve Apostolicam in singulas del papa Pío X, tomando su territorio del vicariato apostólico de Carolina del Norte (hoy la diócesis de Raleigh). La abadía nullius quedó inmediatamente sujeta a la Santa Sede.
El primer abad fue Leo Michael Haid, vicario apostólico de Carolina del Norte, sede que ocupó hasta su muerte en 1924.
El 17 de abril de 1944, cedió todo su territorio, excepto el condado de Gaston, a la diócesis de Raleigh.
El 5 de diciembre de 1957, con la carta apostólica Perfugium rebus, el papa Pío XII proclamó a la Santísima Virgen María, invocada con el título de «Auxilio de los cristianos», como patrona principal de la abadía nullius, y a san León I papa como patrono secundario.
El 26 de marzo de 1960, mediante el decreto In Civitatibus de la Sagrada Congregación Consistorial, el condado de Gastón también fue cedido a la diócesis de Raleigh, y su jurisdicción territorial quedó limitada únicamente a la abadía.
La abadía perdió el privilegio de territorialidad el 1 de enero de 1977 y su territorio fue incorporado a la diócesis de Charlotte.

## Estadísticas
Según el Anuario Pontificio 1977 la abadía territorial tenía a fines de 1976 un total de 504 fieles bautizados.
| Año                                                                             | Población            | Población | Población      | Sacerdotes | Sacerdotes    | Sacerdotes    | Bautizados por sacerdote | Diáconos permanentes | Religiosos | Religiosos | Parroquias |
| Año                                                                             | Bautizados católicos | Total     | % de católicos | Total      | Clero secular | Clero regular | Bautizados por sacerdote | Diáconos permanentes | Varones    | Mujeres    | Parroquias |
| ------------------------------------------------------------------------------- | -------------------- | --------- | -------------- | ---------- | ------------- | ------------- | ------------------------ | -------------------- | ---------- | ---------- | ---------- |
| 1928                                                                            | 352                  |           |                | 17         | 17            |               | 20                       |                      |            |            | 7          |
| 1950                                                                            | 710                  | 110 706   | 0.6            | 22         |               | 22            | 32                       |                      | 74         | 125        | 1          |
| 1966                                                                            | 550                  | 575       | 95.7           | 34         | 2             | 32            | 16                       |                      | 66         |            | 1          |
| 1970                                                                            | 604                  | 653       | 92.5           | 50         | 1             | 49            | 12                       |                      | 59         |            | 1          |
| 1976                                                                            | 504                  | 555       | 90.8           | 29         | 2             | 27            | 17                       |                      | 36         |            | 1          |
| Fuente: Catholic-Hierarchy, que a su vez toma los datos del Anuario Pontificio. |                      |           |                |            |               |               |                          |                      |            |            |            |

## Episcopologio
- Leo Michael Haid, O.S.B. † (8 de junio de 1910-24 de julio de 1924 falleció)[nota 1]
- P. Vincent George Taylor, O.S.B. † (20 de agosto de 1924-5 de noviembre de 1959 falleció)
- P. Walter Arthur Coggin, O.S.B. † (25 de noviembre de 1959-11 de febrero de 1970 renunció)
- P. Edmund Fairbanks McCaffrey, O.S.B. † (2 de marzo de 1970-3 de junio de 1975 renunció)
- P. Jude Cleary, O.S.B. † (22 de julio de 1975-1977 renunció)